# Blechnum longistipitatum
Blechnum longistipitatum är en kambräkenväxtart som beskrevs av A. Rojas. Blechnum longistipitatum ingår i släktet Blechnum och familjen Blechnaceae. Inga underarter finns listade.